# Factory-to-consumer
Factory-to-consumer (van fabriek naar consument) of f2c beschrijft diensten van fabrieken aan consumenten. Voorbeelden hiervan zijn grote privé bouwwerken of evenementen.
Deze term wordt, in samenhang met de term b2b en b2c, gebruikt om een grove indeling van het bedrijfsleven aan te geven. Men kan (individueel of in groep) voor een grote oplage op die manier een betere prijs verkrijgen dan via de groot- of detailhandel (b2c).